# Sainte-Croix-de-Mareuil
Sainte-Croix-de-Mareuil település Franciaországban, Dordogne megyében. Lakosainak száma 144 fő (2022. január 1.). Sainte-Croix-de-Mareuil Combiers, Mareuil en Périgord, Gout-Rossignol és La Rochebeaucourt-et-Argentine községekkel határos.

## Népesség
A település népessége az elmúlt években az alábbi módon változott:
| Lakosok száma | 150  | 144  | 142  | 132  | 138  | 145  | 150  | 155  | 151  | 144  |
|               | 1968 | 1982 | 1990 | 2006 | 2013 | 2015 | 2017 | 2019 | 2020 | 2022 |